# Фаргау-Пратьяу
Фаргау-Пратьяу (нем. Fargau-Pratjau) — община в Германии, в земле Шлезвиг-Гольштейн. 
Входит в состав района Плён. Подчиняется управлению Зелент/Шлезен.  Население составляет 770 человек (на 31 декабря 2010 года). Занимает площадь 23,53 км².